# Racopilum tomentosum
Racopilum tomentosum là một loài rêu trong họ Racopilaceae. Loài này được (Hedw.) Brid. mô tả khoa học đầu tiên năm 1827.